# Prickryggig myrfågel
Prickryggig myrfågel (Hylophylax punctulatus) är en fågel i familjen myrfåglar inom ordningen tättingar.

## Utseende
Prickryggig myrfågel är en rätt liten och kortstjärtad myrfågel. Fjäderdräkten är slående, med tydliga svarta streck på bröstet och vita vingband. Könen liknar varandra, men hanen har svart strupe medan honan har vit. Jämfört med den vanligare arten fläckryggig myrfågel har den grå ben, vitare fläckar på ryggen, mörkare stjärt och vitaktigt (ej gråaktigt ansikte).

## Utbredning och systematik
Fågeln förekommer från sydöstra Colombia till södra Venezuela, norra Bolivia och Amazonområdet i Brasilien. Den behandlas som monotypisk, det vill säga att den inte delas in i några underarter.

## Levnadssätt
Prickryggig myrfågel är rätt vida spridd i låglänta skogar, ofta nära vatten. Den uppträder i par i undervegetationen, där den kan ses klamra vid vertikala grenar eller klängväxter nära marken.

## Status och hot
Arten har ett stort utbredningsområde, men tros minska i antal, dock inte tillräckligt kraftigt för att den ska betraktas som hotad. Internationella naturvårdsunionen IUCN listar arten som livskraftig (LC).